# Klaus Stöhr
Klaus Stöhr (* 1959 in Zerbst in Sachsen-Anhalt) ist ein deutscher Tiermediziner, Epidemiologe und Virologe. Während seiner 15-jährigen Tätigkeit für die Weltgesundheitsorganisation (WHO) war er u. a. Leiter des Globalen Influenza-Programms, SARS-Forschungskoordinator und leitete die globale Pandemievorbereitung. Von 2007 bis Ende 2017 arbeitete er in der Impfstoffentwicklung und weiteren Funktionen bei Novartis. Im Laufe der COVID-19-Pandemie in Deutschland wurde er durch seine Medienpräsenz einer breiteren Öffentlichkeit bekannt.

## Leben
Stöhr studierte Tiermedizin an der Universität Leipzig, an der er 1985 sein Diplom erlangte. Von 1984 bis 1987 war er Wissenschaftlicher Mitarbeiter an der Veterinärmedizinischen Fakultät der Universität Leipzig, wo er mit seiner Dissertation Zur Gegenstandsbestimmung sowie Methodik der Epizootiologie und Ableitungen zu epizootiologischen Untersuchungsgängen am Beispiel der Paramyxovirusinfektion der Tauben promoviert wurde. Von 1987 bis 1991 arbeitete er am Institut für Epidemiologie und Bekämpfung übertragbarer Krankheiten an den früheren Standorten Wusterhausen und Tübingen des heutigen Friedrich-Loeffler-Instituts. Von 1989 an leitete er die Abteilung für Infektionskrankheiten.
Ab 1992 hatte er bei der Weltgesundheitsorganisation (WHO) verschiedene Positionen im Bereich Übertragbare Krankheiten inne. Von 2001 bis 2006 leitete er das Globale Influenzaprogramm der WHO. Dort war er u. a. verantwortlich für die jährliche Festlegung der Impfstämme für die weltweite Influenzaimpfstoffproduktion und für die Pandemieplanung. Unter seiner Leitung entwickelte die WHO eine Globale Agenda für die Überwachung und Bekämpfung der Influenza. Im Jahr 2003 war er Koordinator für SARS-Ätiologie, -Diagnose und -Behandlung. Das von ihm koordinierte globale Forschungsnetzwerk konnte innerhalb sehr kurzer Zeit SARS-CoV-1 als Erreger von SARS identifizieren. Von 2004 bis 2006 war er Koordinator des Globalen Influenzaprogramms der WHO. Anfang 2007 gab er seinen Posten bei der WHO auf und wechselte in die Impfstoffentwicklung der Pharmafirma Novartis am Forschungsstandort Boston/Cambridge und war dort bis 2015 aktiv. Ende 2015 wechselte er zur Novartis International AG in Basel/Schweiz, bevor er die Firma 2017 verließ. Seit 2018 ist er als freier Berater tätig.

## Positionen während der COVID-19-Pandemie
Während der Covid-19-Pandemie trat er ab Mitte 2020 als Experte medial in Erscheinung. So mahnte er im Januar 2021 zum Abwägen der Lockdown-Maßnahmen, da die Krankenhäuser zwar belastet, aber nicht überlastet seien, und erklärte das Inzidenz-Ziel von 50 für unrealistisch. Er betonte, dass Deutschland „nicht so viel anders als Schweden“ mache, lobte aber die schwedische Entscheidung, Kindergärten und Schulen offen zu halten. (Tatsächlich wechselte jedoch auch Schweden kurz darauf im Dezember 2020 zum reinen Distanzunterricht für Schüler ab 16 Jahren, bzw. in der Region Stockholm für alle Schüler ab 13 Jahren.) Zusammen mit der amerikanischen Virologin und ehemaligen Direktorin der Influenzaabteilung bei CDC, Nancy J. Cox, drängte er im Januar 2021 auf eine globale Koordinierung der SARS-CoV-2 Impfstoffnovellierung zur Aufrechterhaltung der Impfstoffwirksamkeit. Er setzte sich im Februar 2021 für die Etablierung eines unabhängigen Expertengremiums zur Beratung der Exekutive ein und forderte u. a. eine langfristige Strategie der Pandemiebekämpfung auf der Grundlage einer strukturierten Risikobewertung und evidenzbasierter Maßnahmen. Gemeinsam mit Detlev Krüger verfasste er im April 2021 einen offenen Brief an den Bundestag und sprach sich bei der geplanten gesetzlichen Normierung des Infektionsschutzgesetzes dagegen aus, die „7-Tages-Inzidenz“ als alleinige Bemessungsgrundlage für antipandemische Schutzmaßnahmen zu definieren.
Gemeinsam mit einer Gruppe von Fachkollegen veröffentlichte er auf der Plattform „Coronastrategie“ Vorschläge für die Schaffung eines Stufenplans, der Deutschland bis zum Pandemie-Ende führen sollte. Langfristig werde auch eine nationale Kommission benötigt, die vergleichbar der Ständigen Impfkommission beratend tätig sein solle.
Im Juni 2022 rückte Stöhr auf Vorschlag der CDU als Nachfolger von Christian Drosten in den Sachverständigenausschuss nach § 5 Absatz 9 Infektionsschutzgesetz zur Evaluation der Coronamaßnahmen nach. Kurz darauf sprach er sich gegen eine Ausweitung des Maskentragens im Sommer aus, da dies aufgrund geringerer Immunität zu noch mehr Coronafällen im folgenden Winter führe.
Mehrfach kritisierte Stöhr Gesundheitsminister Karl Lauterbach. Im Juni 2022 warf er ihm unnötige Panikmache vor, als Lauterbach angesichts steigender Infektionszahlen von einer „Sommerwelle“ sprach, eine vierte Impfung empfahl und eine Vorbereitung für den Herbst nach dem Auslaufen des Infektionsschutzgesetzes eingefordert hatte.

## Auszeichnungen
- Consultant Professor, Shantou Medical University; China 2001
- Aufnahme in die Liste der 50 Global Health Research and Policy Leaders 2005 des Scientific American[29]
- Leadership in Global Health der University of Texas Health Science Center, 2005 und mit dem Leadership in Global Health der University of Texas Health Science Center, 2005 ausgezeichnet[30]
- Honorary Professor, Freie Universität Berlin; 2007.[31]

## Veröffentlichungen (Auswahl)
- Zur Gegenstandsbestimmung sowie Methodik der Epizootiologie und Ableitungen zu epizootiologischen Untersuchungsgängen am Beispiel der Paramyxovirusinfektion der Tauben. Leipzig 1988 (zugleich Veterinärmedizinische Dissertation).
- Results of the 1st external quality assurance for SARS new coronavirus diagnostic PCR and serology. In: International Conference on SARS – one year after the (first) outbreak. Lübeck, 08.–11.05.2004, Düsseldorf / Köln : German Medical Science, 2004, Doc04sars8.08.